# Liste der Municipios in Quintana Roo

Lage der Municipios des Bundesstaates Quintana Roo

Der mexikanische Bundesstaat Quintana Roo ist in 11 Verwaltungsbezirke (Municipios) unterteilt. Die Verwaltungsbezirke werden aus 2.207 Ortschaften (span. Localidades) (davon 28 urbane = städtische) gebildet. Zu den ländlichen Gemeinden (Pueblos) zählen ebenso Farmen (Ranchos, Haziendas) und andere alleinstehende Gebäude (Mühlen, Poststationen, Tankstellen usw.). Die Zahl der Ortschaften ist in den letzten Jahren variabel (2000: 2.167; 2010: 1.993).
| Schlüs- sel               | Municipio                 | Verwaltungssitz (Cabecera Municipal) | Fläche [km²] | Einwohnerzahl | Einwohnerzahl | Einwohnerzahl | Bevöl- kerungs- dichte [Ew. pro km²] | Anzahl der Orte (Localidades) |
| Schlüs- sel               | Municipio                 | Verwaltungssitz (Cabecera Municipal) | Fläche [km²] | 2000          | 2010          | 2020          | Bevöl- kerungs- dichte [Ew. pro km²] | Anzahl der Orte (Localidades) |
| ------------------------- | ------------------------- | ------------------------------------ | ------------ | ------------- | ------------- | ------------- | ------------------------------------ | ----------------------------- |
| 001                       | Cozumel                   | Cozumel                              | 488,00       | 60.091        | 79.535        | 88.626        | 181,6                                | 144                           |
| 002                       | Felipe Carrillo Puerto    | Felipe Carrillo Puerto               | 12.938,33    | 60.365        | 75.026        | 83.990        | 6,5                                  | 178                           |
| 003                       | Isla Mujeres              | Isla Mujeres                         | 862,55       | 11.313        | 16.203        | 22.686        | 26,3                                 | 111                           |
| 004                       | Othón P. Blanco           | Chetumal                             | 9.909,81     | 208.164       | 244.553       | 233.648       | 23,6                                 | 645                           |
| 005                       | Benito Juárez             | Cancún                               | 930,68       | 419.815       | 661.176       | 911.503       | 979,4                                | 160                           |
| 006                       | José María Morelos        | José María Morelos                   | 4.850,00     | 31.052        | 36.179        | 39.165        | 8,1                                  | 110                           |
| 007                       | Lázaro Cárdenas           | Kantunilkín                          | 3.593,33     | 20.411        | 25.333        | 29.171        | 8,1                                  | 104                           |
| 008                       | Solidaridad               | Playa del Carmen                     | 2.014,95     | 63.752        | 159.310       | 333.800       | 165,7                                | 136                           |
| 009                       | Tulum                     | Tulum                                | 2.018,61     | –             | 28.263        | 46.721        | 23,1                                 | 177                           |
| 010                       | Bacalar                   | Bacalar                              | 6.058,50     | –             | –             | 41.754        | 6,9                                  | 201                           |
| 011                       | Puerto Morelos            | Puerto Morelos                       | 1.040,49     | –             | –             | 26.921        | 25,9                                 | 241                           |
| 23 Estado de Quintana Roó | 23 Estado de Quintana Roó | Chetumal                             | 0044.705,24  | 00874.963     | 001.325.578   | 001.857.985   | 41,6                                 | 2.207                         |